# Senyal ternari
En telecomunicacions, un senyal ternari és un senyal que pot assumir, en un instant determinat, un dels tres estats o condicions significatives, com ara el nivell de potència, la posició de fase, la durada del pols o la freqüència.
Exemples de senyals ternaris són (a) un pols que pot tenir un valor de tensió positiu, zero o negatiu en un instant determinat (PAM -3), (b) una ona sinusoïdal que pot assumir fases de 0°, 120° o 240° en relació amb un pols de rellotge (3- PSK) i (c) un senyal portador que pot assumir qualsevol de les tres freqüències diferents depenent de tres condicions significatives de senyal de modulació diferents (3- FM).
Alguns exemples de codis de línia PAM-3 que utilitzen senyals ternaris són:
- codi híbrid ternari
- codificació bipolar
- Codificació MLT-3 utilitzada a Ethernet 100BASE-TX
- B3ZS
- 4B3T utilitzat en alguna interfície de tarifa bàsica XDSI
- 8B6T utilitzat a 100BASE-T4 Ethernet
- retorn a zero
- SOQPSK-TG utilitza modulació de fase contínua ternària

Es pot veure que 3-PSK es troba entre la "modificació binària de canvi de fase" (BPSK), que utilitza dues fases, i la "modificació de canvi de fase en quadrature" (QPSK), que utilitza quatre fases.